# Tillman County
Tillman County är ett administrativt område i delstaten Oklahoma, USA, med 7 992 invånare. Den administrativa huvudorten (county seat) är Frederick. 

## Geografi
Enligt United States Census Bureau så har countyt en total area på 2 277 km². 2 258 km² av den arean är land och 19 km² är vatten.

### Angränsande countyn
- Kiowa County - nord
- Comanche County - nordost
- Cotton County - öst
- Wichita County, Texas - syd
- Wilbarger County, Texas - sydväst
- Jackson County - nordväst